# Корчуватський провулок
Корчува́тський прову́лок — провулок у Голосіївському районі міста Києва, місцевість Мишоловка. Пролягає від вулиці Академіка Кащенка до Парникової вулиці (двічі).

## Історія
Виник в 1-й половині XX століття, мав назву Шкільний провулок. Сучасна назва — з 1955 року.